# Pavlov (Havlíčkův Brod)
Pavlov è un comune della Repubblica Ceca facente parte del distretto di Havlíčkův Brod, nella regione di Vysočina.